# 捍胃戰士
《捍胃戰士》（英語：Osmosis Jones）是一部2001年美國真人動畫警察搭檔動作喜劇片，由法拉利兄弟執導，彼得·克魯恩和湯姆·西托執導動畫片段。克里斯·洛克、勞倫斯·費許朋、大衛·海德·皮爾斯、布兰蒂和威廉·夏特纳擔任動畫角色的配音員，而真人演出的演員則包括克里斯·埃利奧特、比爾·莫瑞及莫莉·香儂。劇情描述擬人化的白血球警察和感冒藥試圖防止致命的病毒在48小時內殺死他們世界的主人法蘭克。
該片於2001年8月7日在格勞曼埃及劇院首映，並於三天後的2001年8月10日在美國院線上映。影評大多讚賞配音表現、動畫場景和故事，但實景戲份和低俗幽默則受到批評。該片是票房炸彈，全球票房僅1400萬美元，對比7000萬美元的預算可謂失敗；但後來在家庭媒體上則收益良好。在2002年至2004年間，衍生電視動畫《捍胃戰士》於Kids' WB華納動畫天地播出。

## 外部連結
- 互联网电影数据库（IMDb）上《捍胃戰士》的资料（英文）
- 大卡通資料庫上《捍胃戰士》的資料（英文）